# Germano I de Constantinopla
San Germán de Constantinopla (635-732) (en griego Πατριάρχης Γερμανός, de Patriarca Germanos) fue un escritor, teólogo que compuso diferentes obras dogmáticas y cánticos eclesiásticos. Fue Patriarca de Constantinopla en 715, abandonando la sede en 730. Conoció a san Juan Damasceno Doctor de la Iglesia compartiendo una buena amistad. Su fiesta en el santoral católico es el 12 de mayo.

## Biografía
Nació bajo el mandato del Emperador Heraclio, su padre, Justiniano, fue un patricio importante que falleció cerca del 669 por orden del emperador Constantino Pogonato. Sus comienzos como clérigo fueron en la catedral de Metrópolis donde también fue Patriarca entre 715 y 730. Fue obispo de Chipre y participó en el Sínodo de Constantinopla por presiones del emperador Filípico que apoyaba el monotelismo y pretendía condenar el Concilio General del 681. Al ser destronado Filípico el monotelitismo fue erradicado del Imperio romano de Oriente y restaurada la ortodoxia por el Emperador  Anastasio II.
El patriarca de Constantinopla para el momento era Juan que sucedió a Cyrus bajos las órdenes de Filípico y que por medio de una carta de sumisión aceptaba la doctrina de la Iglesia promulgada en el concilio de 681, el Papa Constantino al recibir la misma le reconocería como Patriarca. En 715 a la muerte de Juan le sucede Germán y de forma inmediata convoca a un sínodo de los obispos griegos para reconocer y proclamar la doctrina y colocó bajo anatema a Sergius.
Germán fue un gran luchador contra la herejía y a favor de las imágenes en los templos, de él se conservan tres cartas escritas en el momento de la controversia cuando León III comienza su campaña iconoclasta. Estas cartas fueron dirigidas a Juan, metropolitano de Synades, Constantino de Nicolia y a Tomás de Claudiópolis.

## Obras
- Cartas (relacionadas con la controversia iconoclasta y las herejías monofisita y monotelita)
- Homilías (Diversas, pero en la mayoría temas Marianos)[1]
- Tratados:

De haeresibus et sinodis: exposición histórica de las herejías, de sus promotores y de los concilios en las que fueron condenadas
De vitáe Termino (diálogos entre un racionalista y un ortodoxo acerca del dogma de la presciencia y de la providencia divinas
Historia mystica ecclesia catholicae (comentario sobre el simbolismo litúrgico bizantino)
- Himnos y Cántico
- GERMANO DI COSTANTINOPOLI, Storia ecclesiastica e contemplazione mistica. Traduzione, introduzione e note a cura di Antonio Calisi, Independently published, 2020. ISBN-13 : 979-8689839646